# Isador M. Sheffer
Isador Mitchell Sheffer (15 octobre 1901 - 20 avril 1992) est un mathématicien américain surtout connu pour la suite de polynômes de Sheffer. Né dans le Massachusetts, il passe une grande partie de sa vie au State College, en Pennsylvanie, où il est professeur de mathématiques à la Pennsylvania State University.
Il obtient son doctorat à l'Université Harvard en 1927, sous la direction de George David Birkhoff.